# CGR-Klasse 6 (Nr. 270–277)
Die der Klasse 6 zugeordneten Fahrzeuge mit den Bahnnummern 270 bis 277 der Cape Government Railways (CGR) waren Schlepptender-Dampflokomotiven mit der Achsfolge 1'C1' (Prairie) bzw. 1'C2' (Adriatic).

## Geschichte
Bei der CGR waren mit der 1893 eingeführten Klasse 6 zahlreiche Lokomotiven mit der Achsfolge 2'C (Ten-Wheeler) im Einsatz. Dem damaligen Chief Mechanical Engineer der CGR, H. M. Beatty, war klar, dass sich wesentlich leistungsfähigere Kessel mit dieser Achsfolge nicht realisieren ließen, weil zwischen den Kuppelrädern kein Platz für einen breiten Stehkessel war. Er entwarf deshalb eine vergleichbar große Lokomotive mit einer Laufachse unter dem Stehkessel und einem um diesen herumgekröpften Rahmen. Die Rostfläche konnte damit von 1,56 auf 2,37 m² vergrößert werden.
Da die Lokomotive nicht größer werden sollte als die 2'C-„Standardlokomotiven“ der Klasse 6, wurde statt eines führenden Drehgestells ein Bisselgestell vorgesehen. Achslast und Gesamtgewicht waren dennoch etwas größer.
Neilson Reid lieferte 1901 vier Lokomotiven mit der Achsfolge 1'C1', die ersten mit dieser Achsfolge in Südafrika und neben den 1903 gelieferten Maschinen mit den Nummern 901 und 902 auch die einzigen. Sie behielten diese Achsfolge jedoch nicht lange, denn die Konstruktion der Schleppachse erwies sich als nicht zufriedenstellend – sie war fest im Rahmen gelagert und zu unbeweglich. Die Lokomotiven wurden deshalb mit einem Drehgestell unter dem Stehkessel versehen, wodurch die in Südafrika einmalige Achsfolge 1'C2' entstand. In dieser Form wurden 1902 vier weitere Lokomotiven beschafft.
Zunächst wurden die Maschinen auf Hauptstrecken eingesetzt, später wanderten sie in den Vorortverkehr ab, wo sie sich gut bewährten.
Die SAR übernahm alle acht Lokomotiven als Klasse 6Z mit den Bahnnummern 713 bis 720. Sie wurden bis 1934 ausgemustert; kein Exemplar ist erhalten geblieben.

## Weitere Bilder

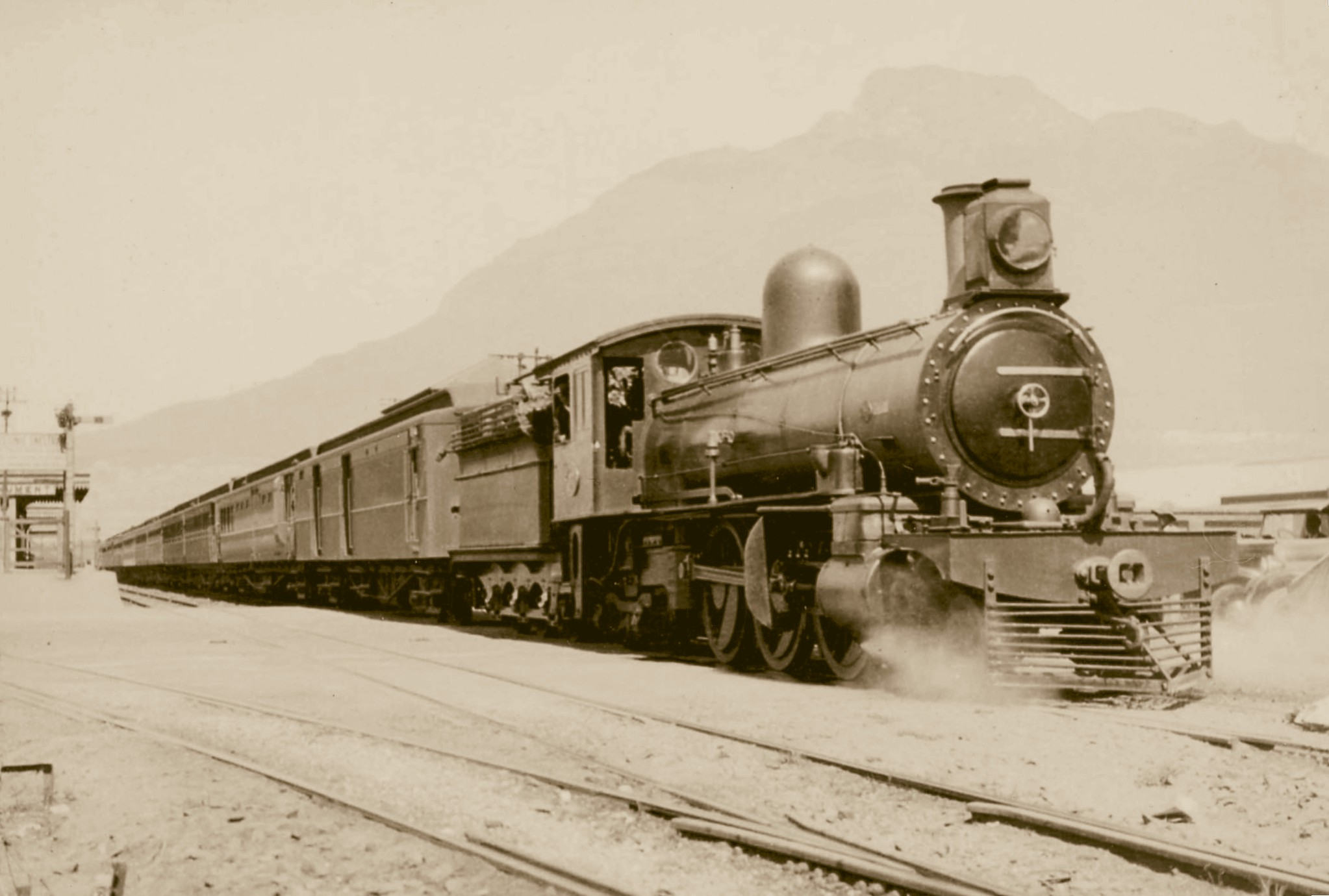
Nr. 717 vor dem "Union Limited" um 1932
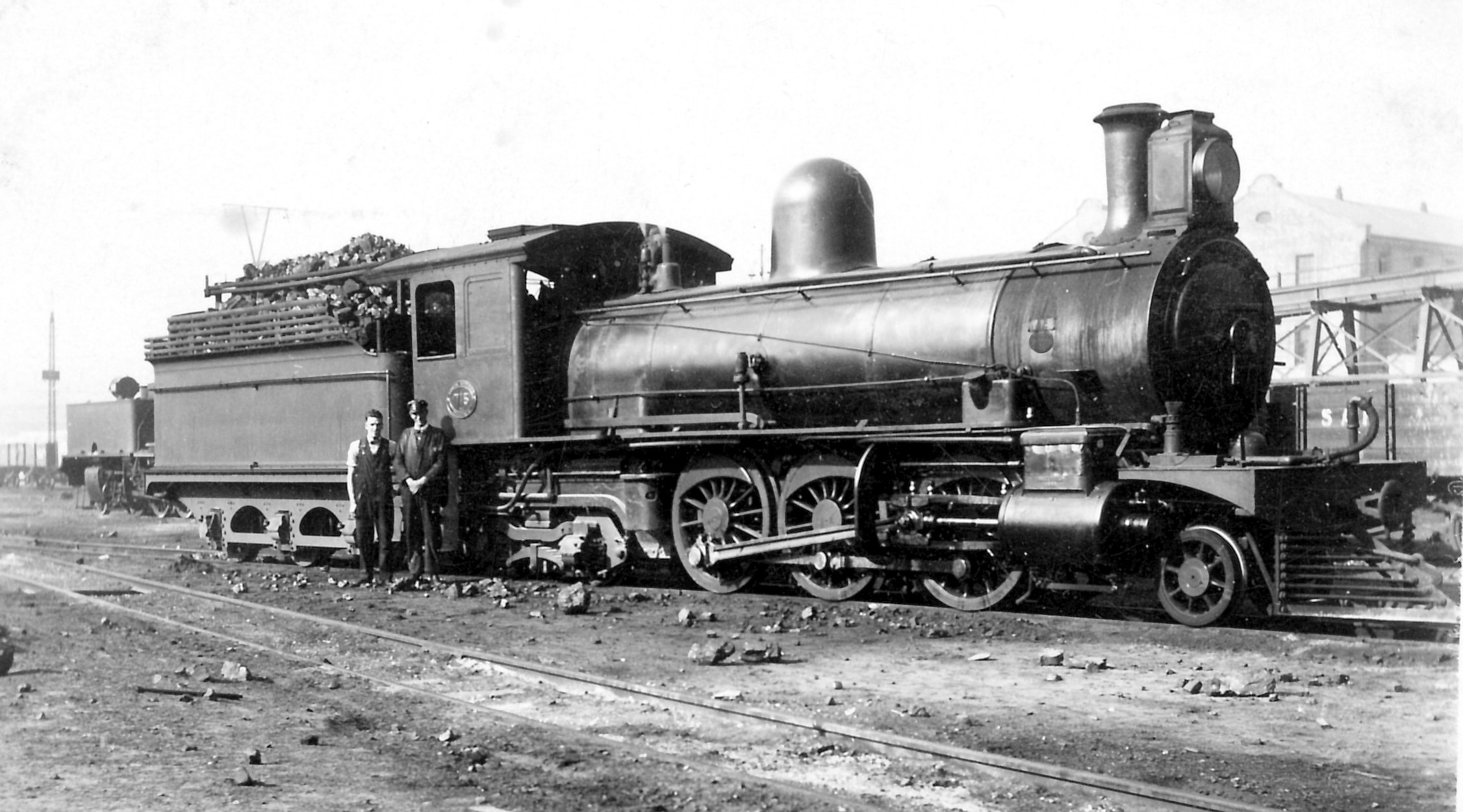
Nr. 715 im Jahr 1930 1930

Besonders beim zweiten Bild sieht man gut das hintere Drehgestell unter dem Stehkessel.